# این، بلژیوم
این (به لاتین: Eine) یک منطقهٔ مسکونی در بلژیک است که در اودنرد واقع شده‌است. این ۴٬۴۳۸ نفر جمعیت دارد.